# Joaquim Aguilera Valentí
Joaquim Aguilera Valentí   (Barcelona, 7 de gener de 1867 - Barcelona, 5 de juliol de 1926) fou un economista català.
Era fill de l'advocat Aleix Aguilera Carbonell natural d'El Prat de Llobregat i de Anna Valentí Fontrodona nascuda a Barcelona.
Es va casar tres vegades i va tenir vuit fills. Amb la primera dona Manuela Gassol (+1890) va tenir la pintora Anna Aguilera i Gassol, amb la segona dona, Leonor Gassol, Manuela Aguilera Gassol; amb la tercera dona, Josepa Valentí de Ssternes va tenir 6 fills més, Joaquim, Josep, Francesc, Pere, Núria i Mercè.
Va ser elegit vicesecretari del Foment del Treball Nacional el 1901 i poc després va passar a exercir la secretària fins a la fundació de la Cambra Oficial d'Indústria. Durant la seva actuació al Foment van tenir lloc les revisions aranzelàries de 1906 i 1911 i en l'estudi d'aquestes revisions es va donar a conèixer Aguilera Valentí com a veritable economista. Va assistir, en qualitat de secretari de la delegació espanyola, als Congressos Internacionals de Fabricants de Cotó, iniciats el 1904 i celebrats a Brema (1906), Viena (1907), París (1908), Milà (1909), Brussel·les (1910), Barcelona (1911) i Scheveningen (1913), realitzant en tots ells labor notable i redactant després la Memòria espanyola dels treballs realitzats. Constituïda el 1919 l'Associació de Fabricants Cotoners adherits a la Federació Internacional, Aguilera i Valentí en fou secretari i com a tal concorregué als Congressos celebrats a Zuric (1920) i a Viena (1925).
El 1905, va recopilar una extensa documentació sobre la insuficiència de primeres matèries i les especulacions a què va donar lloc, contribuint eficaçment a preparar la Memòria sobre el cultiu del cotó a Espanya. Lo 1911 es constituí la Cambra d'Indústria de Barcelona i des de la seva fundació Aguilera Valentí fou secretari de la mateixa. La seva intervenció el 1918 en la redacció d'un Conveni comercial amb els Estats Units, França i Anglaterra, va tenir per norma assegurar, en la mesura del possible, l'obtenció de primeres matèries de que mancava la indústria catalana. Aguilera Valentí va acreditar una vegada més el seu talent i alt sentit de previsió en una sèrie de problemes d'abastament industrial, i es va fer especial esment del relatiu a les dificultats per a l'aprovisionament del carbó per a les fàbriques i per a la producció d'electricitat.
Es va constituir aleshores el Comitè d'Electricitat, a qui va assessorar constantment amb sa criteri, procurant salvar els interessos tant dels productors com dels consumidors, amb els quals es va aconseguir que les fàbriques catalanes no quedessin un sol dia sense força. En els darrers anys, la seva gestió sobre política aranzelari va procurar grans beneficis a l'economia nacional i, sobretot, li va evitar mals majors. En aquell període en què les lluites socials als carrers de Barcelona i l'assassinat impune van posar en greu situació la indústria de Catalunya, Aguilera Valentí va saber mantenir una idea de ferma justícia i mútua concòrdia entre patrons i obrers.
El seu projecte sobre sindicació forçosa patronal i creació de Cambres del Treball obreres, obria sens dubte, a evitar el desenvolupament d'un fals sindicalisme que va perjudicar de sobte l'economia nacional i en l'últim terme els mateixos obrers. En la gestió d'assumptes de la Cambra d'Indústria i com a vocal suplent del Consell d'Economia Nacional, Aguilera Valentí va obtenir èxits merescuts i cabal d'experiències. Durant la seva joventut va ser redactor de La Veu de Catalunya, seguint el grup de Ildefons Suñol, Jaume Carner i Joaquim Lluhi, quan es van separar de la Lliga per fundar el Centre Nacionalista Republicà. Llavors va iniciar la seva col·laboració a El Poble Català, però les seves intervencions públiques mai van passar d'una discreta acció periodística.